# Weskan
Weskan – jednostka osadnicza w Stanach Zjednoczonych, w stanie Kansas, w hrabstwie Wallace.